# Comăna

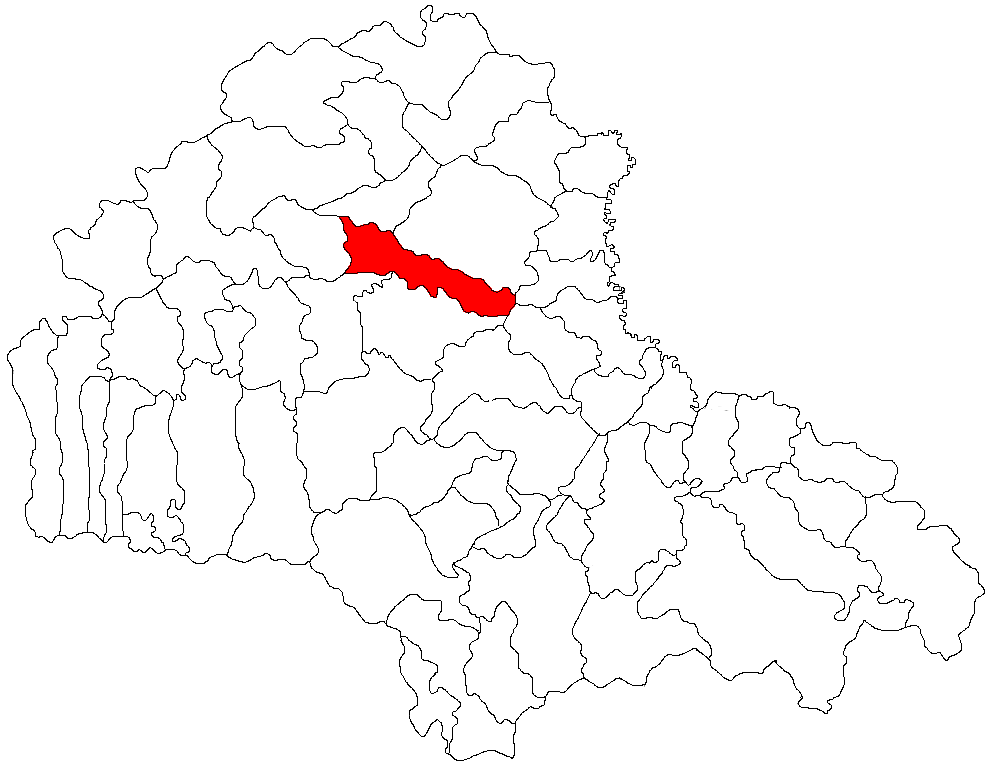
Comănas läge i județet Brașov.

Comăna är en kommun i județet Brașov i Transsylvanien i centrala Rumänien. Comăna hade en befolkning på 2 721 invånare under folkräkningen 2011. fördelade på de fyra byarna Comăna de Jos, Comăna de Sus, Crihalma och Ticușu Nou.